# Dave Watson
Pour les articles homonymes, voir Watson.
David Dave Watson est né le 20 novembre 1961 à Liverpool. C'est un footballeur anglais et l'actuel entraîneur de l'équipe des jeunes de Newcastle United.

## Palmarès
- Norwich City : 
  - League Cup : Vainqueur en 1985
- Everton FC :
  - Community Shield : Vainqueur en 1987 et 1995
  - FA Cup : Vainqueur en 1995[1],[2]